# PMD-7
PMD-7 (ros. ПМД-7) – radziecka mina przeciwpiechotna bezpośredniego działania. Korpus drewniany, dwuczęściowy. W dolnej części korpusu znajduje się kostka trotylu. Przy jednym końcu dolnej części korpusu znajduje się oś części górnej, przy drugim otwór z zapalnikiem. Nadepnięcie na minę powoduje obrót górnej części korpusu, zgięcie przez jej krawędź zapalnika chemicznego i eksplozję. Masa potrzebna do uruchomienia zapalnika jest stosunkowo niewielka (1-5 kg). Utrudnia to układanie i maskowanie min tego typu (duże ryzyko eksplozji). Wersja PMD-7ts różni się budową dolnej części korpusu która nie jest zbijana z kilku deseczek, ale wykonana z pojedynczego kawałka drewna.